# Хонатан Ромеро
Хонатан Ессехомо Ромеро Пресьядо (ісп. Jonatan Eccehomo Romero Preciado; 14 грудня 1986, Калі) — колумбійський професійний боксер, чемпіон світу за версією IBF (2013) у другій легшій вазі.

## Аматорська кар'єра
На Панамериканських іграх 2003 Хонатан Ромеро переміг у першому бою, але не вийшов на півфінальний бій проти Гільєрмо Рігондо (Куба) і отримав бронзову медаль.
На чемпіонаті світу 2007 переміг Хаважи Хацигова (Білорусь) і Клаудіо Марреро (Домініканська Республіка), а у чвертьфіналі програв Макджо Арройо (Пуерто-Рико).
На Олімпійських іграх 2008 програв у першому бою Хішаму Месбахі (Марокко) — 3-11.

## Професіональна кар'єра
2009 року дебютував на професійному рингу. Перші 17 поєдинків провів у Колумбії проти суперників невисокого рівня. З 2011 року почав проводити бої у США. 21 вересня 2012 року здобув перемогу над Ефраіном Есквіасом (США) в бою за статус обов'язкового претендента за версією IBF у другій легшій вазі. 16 лютого 2013 року розділеним рішенням переміг Алехандро Лопеса (Мексика), завоювавши вакантний титул чемпіона світу за версією IBF. Втратив його в наступному бою 17 серпня 2013 року, програвши нокаутом у шостому раунді Кіко Мартінесу (Іспанія).